# Hoplopleura disgrega
Hoplopleura disgrega – gatunek wszy z rodziny Hoplopleuridae, pasożytujący głównie na koszatniku pilchowatym (Octodontomys gliroides). Spotykany również na innym gryzoniu – koszatniczce pospolitej (Octodon degus). Powoduje wszawicę.
Samica wielkości 0,9 mm, samiec mniejszy wielkości 0,7 mm. Wszy te mają ciało silnie spłaszczone grzbietowo-brzusznie. Przednia para nóg jest wyraźnie mniejsza i słabsza, zakończona słabym pazurem. Samica składa jaja zwane gnidami, które są mocowane specjalnym "cementem" u nasady włosa. Rozwój osobniczy trwa po wykluciu się z jaja około 14 dni i występują w nim 3 stadia larwalne. Larwy od osobników dorosłych różnią się tylko wielkością. Pasożytuje na skórze, żywi się krwią którą ssie 2–3 razy dziennie. Występuje na terenie Argentyny, Boliwii, Chile w Ameryce Południowej.